# Europees kampioenschap schaatsen vrouwen 1974

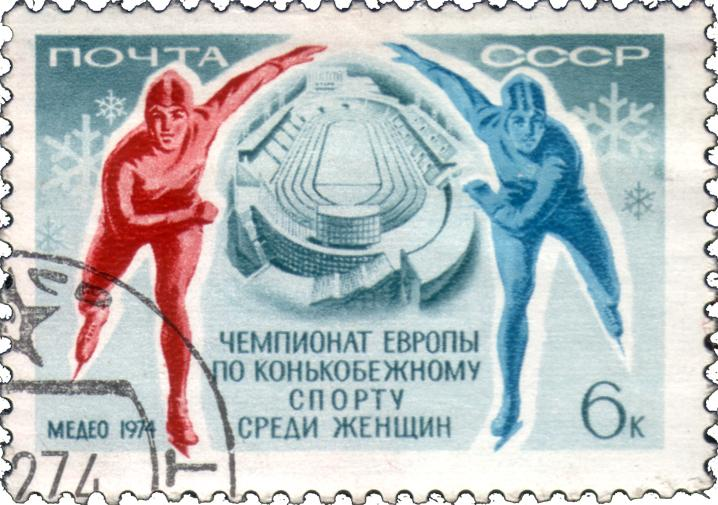

De vijfde editie van het Europees kampioenschap schaatsen voor vrouwen, georganiseerd door de Internationale Schaatsunie (ISU), werd op 2 en 3 februari 1974 verreden op de natuurijsbaan Medeo nabij Almaty in de Sovjetrepubliek Kazachstan. Het kampioenschap werd verreden over de mini vierkamp (500-1500-1000-3000 meter).

## Deelname
Vijfentwintig deelneemsters uit tien landen namen aan dit kampioenschap deel. Acht landen, Nederland (4), Sovjet-Unie (4), de DDR (3), Polen (3), Zweden (3), Finland (2), Noorwegen (2) en West-Duitsland (2) werden ook vertegenwoordigd in 1973. Hongarije (1) nam na 1971 voor de tweede keer deel en Zwitserland (1) vaardigde dit jaar voor het eerst een deelneemster af. Acht vrouwen namen voor de eerste keer deel.
De Nederlandse Atje Keulen-Deelstra veroverde haar derde Europese titel oprij. De Europees kampioene van 1970 en 1971, Nina Statkevitsj uit de Sovjet-Unie, eindigde dit jaar op de tweede plaats, het was haar de vijfde opeenvolgende keer dat ze op het eindpodium stond. Ook in 1972 werd ze tweede en in 1973 derde. Haar landgenote Tatjana Sjelechova-Rastopsjina nam de derde positie op het erepodium in.
Naast Atje Keulen-Deelstra namen de andere drie Nederlandse deelneemsters ook aan de afsluitende vierde afstand deel. Sijtje van der Lende werd vijfde, de debutante Truus de Koning-Dijkstra werd zesde en Sippie Tigchelaar eindigde op de negende plaats.
De Nederlandse delegatie behaalde deze editie vier afstandmedailles. De Europees kampioene Atje Keulen-Deelstra won, net als in 1973, goud op de 500, 1000 en 1500 meter. Sijtje van der Lende won de bronzen medaille op de 3000 meter.

## Afstandmedailles
| Afstand | Goud                 | Zilver                         | Brons                |
| ------- | -------------------- | ------------------------------ | -------------------- |
| 500m    | Atje Keulen-Deelstra | Monika Pflug Tatjana Averina   |                      |
| 1000m   | Atje Keulen-Deelstra | Tatjana Sjelechova-Rastopsjina | Tatjana Averina      |
| 1500m   | Atje Keulen-Deelstra | Nina Statkevitsj               | Ljoedmila Savrulina  |
| 3000m   | Nina Statkevitsj     | Ljoedmila Savrulina            | Sijtje van der Lende |

## Klassement
Achter de namen staat tussen haakjes bij meervoudige deelname het aantal deelnames.
| #      | Naam                               | Punten  | 500m         | 1500m          | 1000m        | 3000m        |
| ------ | ---------------------------------- | ------- | ------------ | -------------- | ------------ | ------------ |
| Goud   | Atje Keulen-Deelstra (5)           | 183,135 | 43,78 (1)    | 2.15,84 (1)    | 1.28,26 (1)  | 4.59,67 (4)  |
| Zilver | Nina Statkevitsj (5)               | 184,226 | 44,53 (4)    | 2.17,41 (2)    | 1.29,46 (4)  | 4.54,98 (1)  |
| Brons  | Tatjana Sjelechova-Rastopsjina (3) | 185,803 | 44,94 (6)    | 2.18,81 (4)    | 1.28,79 (2)  | 5.01,19 (6)  |
| 4      | Ljoedmila Savrulina (3)            | 186,038 | 45,41 (8)    | 2.17,49 (3)    | 1.30,94 (7)  | 4.55,97 (2)  |
| 5      | Sijtje van der Lende (2)           | 188,380 | 46,70 (14)   | 2.19,15 (5)    | 1.31,26 (8)  | 4.58,00 (3)  |
| 6      | Truus de Koning-Dijkstra           | 188,553 | 45,85 (10)   | 2.19,44 (6)    | 1.30,69 (6)  | 5.05,27 (8)  |
| 7      | Monika Pflug (4)                   | 188,972 | 43,99 (2)    | 2.20,12 (8)    | 1.29,66 (5)  | 5.20,67 (13) |
| 8      | Monika Zernicek (2)                | 189,043 | 46,06 (12)   | 2.19,57 (7)    | 1.31,41 (10) | 5.04,53 (7)  |
| 9      | Sippie Tigchelaar (2)              | 190,822 | 47,29 (19)   | 2.21,44 (11)   | 1.32,50 (13) | 5.00,81 (5)  |
| 10     | Tuula Vilkas (4)                   | 191,944 | 47,00 (17)   | 2.22,64 (13)   | 1.32,15 (11) | 5.07,93 (9)  |
| 11     | Karin Kessow                       | 192,487 | 47,04 (18)   | 2.22,52 (12)   | 1.33,10 (15) | 5.08,34 (10) |
| 12     | Sigrid Sundby (5)                  | 194,427 | 45,97 (11)   | 2.24,42 (14)   | 1.33,06 (14) | 5.22,72 (15) |
| 13     | Sylvia Filipsson (4)               | 194,449 | 46,25 (13)   | 2.26,48 (17)   | 1.33,88 (16) | 5.14,59 (12) |
| 14     | Ann-Sofie Järnström (2)            | 194,638 | 44,97 (7)    | 2.24,97 (15)   | 1.32,23 (12) | 5.31,38 (16) |
| 15     | Erwina Ryś (2)                     | 203,760 | 59,42 * (24) | 2.20,61 (10)   | 1.31,26 (8)  | 5.11,04 (11) |
| 16     | Ewa Malewicka                      | 207,779 | 57,94 * (23) | 2.26,39 (16)   | 1.34,71 (18) | 5.22,12 (14) |
| NC17   | Stanisława Pietruszczak-Wąchała    | 142,855 | 44,86 (5)    | 2.29,97 (21)   | 1.36,01 (21) |              |
| NC18   | Monika Stützle (2)                 | 143,212 | 47,73 (15)   | 2.27,26 (18)   | 1.34,79 (19) |              |
| NC19   | Tatjana Averina (3)                | 143,680 | 44,01 (3)    | 2.45,75 * (13) | 1.28,84 (3)  | 5.09,90 (11) |
| NC20   | Merja Törrönen                     | 144,272 | 47,189 (20)  | 2.27,29 (19)   | 1.34,57 (17) |              |
| NC21   | Lena Tillqvist                     | 144,623 | 46,76 (16)   | 2.31,15 (22)   | 1.34,96 (20) |              |
| NC22   | Dolores Lier                       | 146,598 | 47,96 (21)   | 2.29,65 (20)   | 1.37,51 (22) |              |
| NC23   | Zsuzsa Dénes                       | 150,588 | 49,90 (22)   | 2.33,73 (23)   | 1.38,89 (23) |              |
|        | Ute Dix (2)                        | 92,193  | 45,48 (9)    | 2.20,14 (9)    | nf           |              |
|        | Lisbeth Berg (5)                   |         | nf           | ns             |              |              |

vet = kampioenschapsrecord
* = gevallen, nf = niet gefinisht, ns = niet gestart